# ألكسندر دوبيوك
ألكسندر إيفانوفيتش دوبيوك (الروسية: Алекса́ндр Ива́нович Дюбю́к) (3 مارس 1812 - 8 يناير 1898)  مؤلف موسيقي وعازف بيانو من أصل فرنسي في القرن التاسع عشر.
ولد وتوفي في موسكو. وكان والده لاجئًا من الثورة الفرنسية وفر إلى روسيا. درس البيانو على يد جون فيلد.